# Herbert Sander
Herbert Stanley Sander (ur. 21 sierpnia 1879 we Frederiksbergu, zm. 18 listopada 1947 w Kopenhadze) – szermierz reprezentujący Danię, uczestnik letnich igrzysk olimpijskich w Londynie w 1908 roku.